# Juan de Borgoña
Juan de Borgoña (1465 – 1534) è stato un pittore spagnolo di origini francesi.

## Biografia
Borgoña fu attivo, negli anni fra il 1495 e il 1533, prevalentemente a Toledo dove introdusse lo stile rinascimentale.
Secondo gli storici dell'arte Borgoña fu, probabilmente, fratello dello scultore Felipe Bigarny. Il 28 dicembre 1498 Borgoña si sposò a Toledo con Quiteria Fernández.

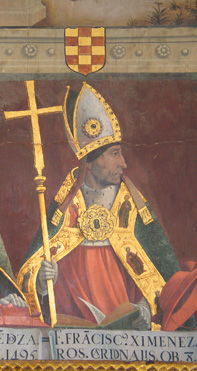
Francisco Jiménez de Cisneros, cattedrale di Toledo

Borgoña studiò e si perfezionò artisticamente in Italia, a Firenze nella bottega del Ghirlandaio e nel 1504 in Lombardia. Borgoña evidenziò nelle sue opere una certa influenza anche della pittura fiamminga e borgognona.
Le opere più importanti attribuite a Borgoña sono le decorazioni del chiostro, con una Visitazione (1494-1499), oltreché della sala Capitolare e della sagrestia (1509-1511) della cattedrale di Toledo, con Episodi della vita della Vergine, una Ultima Cena, il Giudizio Universale, e settantadue ritratti di arcivescovi di Toledo presenti nella zoccolatura; i dipinti nell'aula magna dell'università di Alcalá de Henares; il polittico (1508) per l'altar maggiore della cattedrale di Ávila, con una Resurrezione, un Calvario e una Epifania; la Caduta di Orano (1514) per la cappella mozaraba caratterizzata da elementi naturalistici che introducono la preminente figura provvidenziale e messianica dell'arcivescovo Cisneros; il polittico per il convento di Sant'Orsola a Salamanca; i dipinti della pala d'altare (1518) della chiesa di San Giovanni Battista a Camarena, quelli per il convento di Santo Domingo a Madrid e quelli (1518-1523) per la chiesa di Villa del Prado (Madrid).

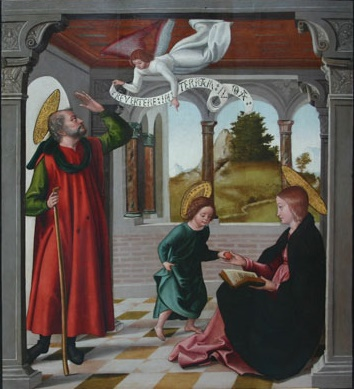
Apparizione dell'angelo a san Giuseppe, Cuenca (Museo Diocesano)

La sua ultima opera conosciuta è la pala d'altare della chiesa di Pastrana, con una Deposizione conservata nel Museo Parrocchiale.
Borgoña lavorò anche a Madrid, a Cuenca, a Guadalajara e la sua bottega di Toledo fu ancora attiva fino al 1584, grazie all'impegno del figlio Giovanni, che seguì le orme del padre.
Nelle opere di Borgoña si evidenziò l'influenza del Ghirladaio, di Piero della Francesca e del Signorelli soprattutto per gli elementi naturalistici, mentre l'arte fiamminga si notò per la drammaticità di alcuni temi religiosi.
La pittura ad affresco di Borgoña si caratterizzò per l'eleganza e la piacevolezza compositiva, per la brillantezza delle luci e del colore, per l'architettura prospettica e la padronanza della prospettiva lineare, per il volume e la monumentalità delle figure.
Tra gli allievi di Borgoña si possono citare Juan Correa de Vivar, Juan de Villoldo, Pedro de Cisneros, Antonio de Comontes, Lorenzo de Avila, oltreché suo figlio Giovanni.

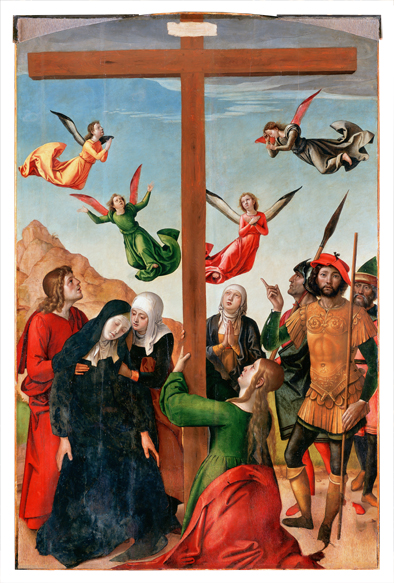
La Croce, Università Complutense di Madrid
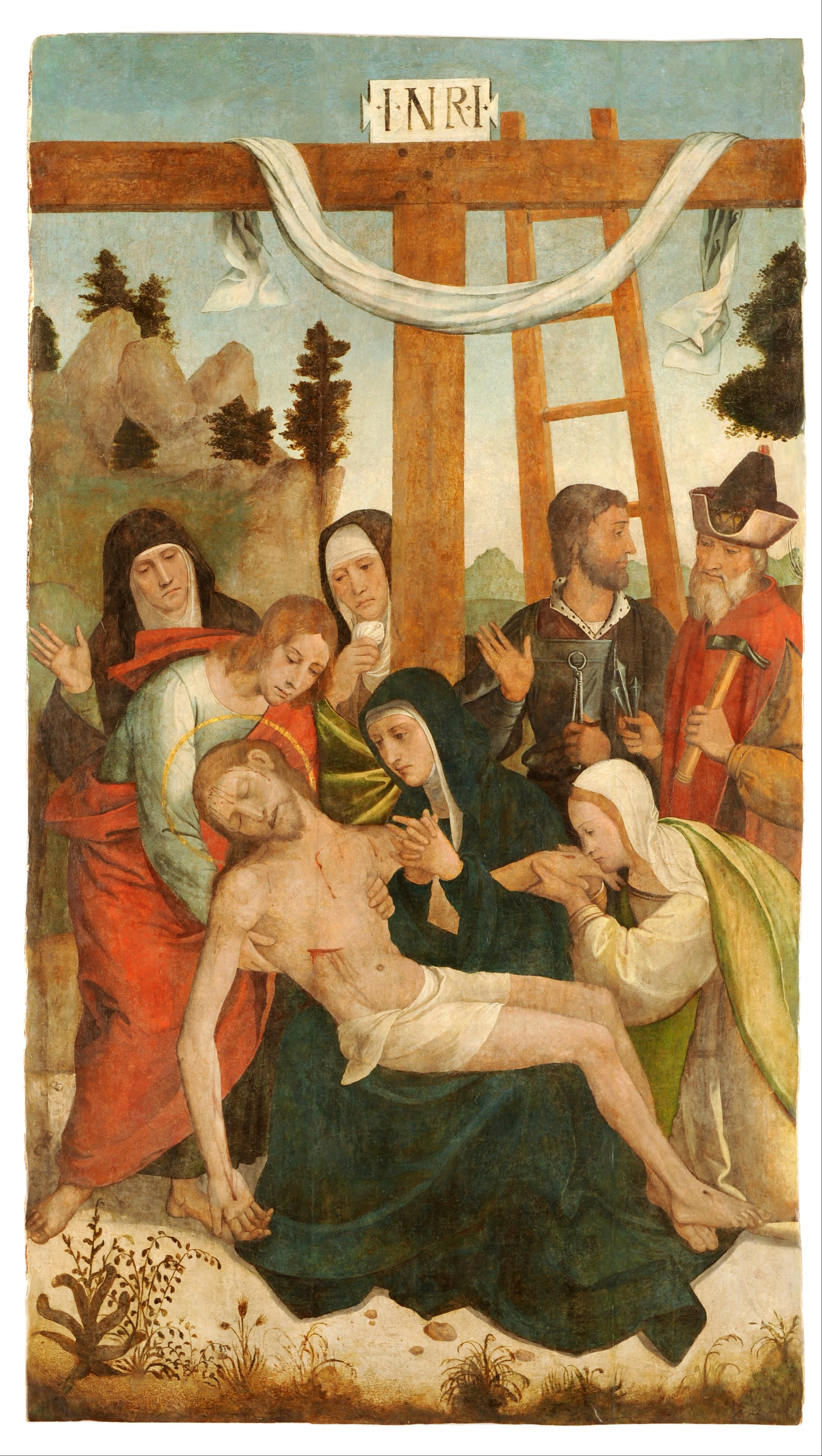
La Pietà
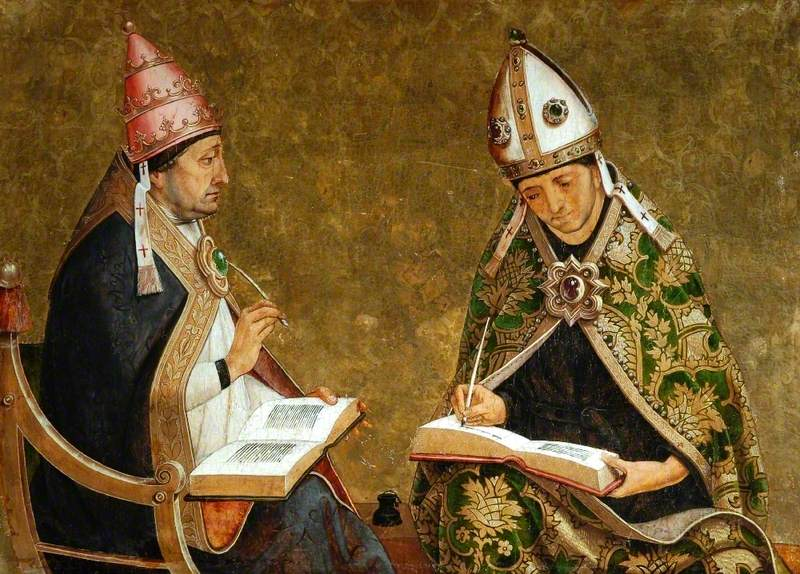
San Gregorio e sant'Agostino, Bowes Museum
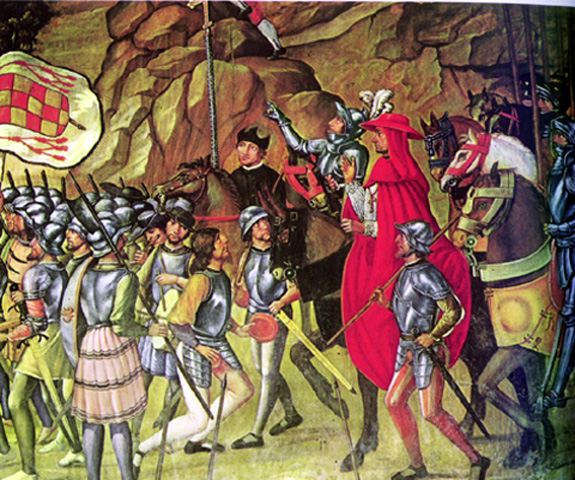
Cisneros e la presa di Orano
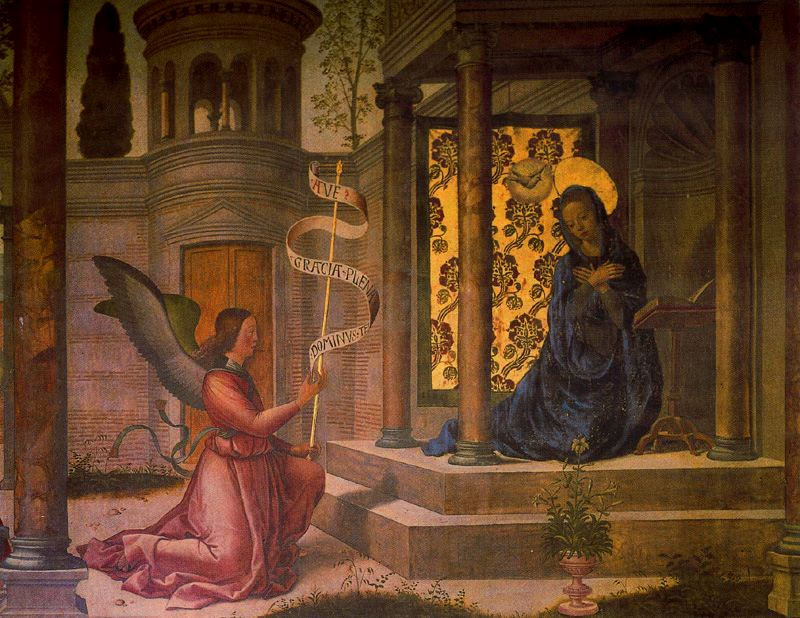
Annunciazione, cattedrale di Toledo